# Listriella picta
Listriella picta är en kräftdjursart som först beskrevs av Norman 1889.  Listriella picta ingår i släktet Listriella och familjen Liljeborgiidae. Inga underarter finns listade i Catalogue of Life.